# All the Good Times
| Recensione              | Giudizio |
| ----------------------- | -------- |
| AllMusic                |          |
| Dizionario del Pop-Rock |          |
| 24.000 dischi           |          |

All the Good Times è il sesto album (e quinto album in studio) del gruppo musicale statunitense Nitty Gritty Dirt Band, pubblicato nel gennaio del 1972.

## Tracce

### LP
(1972, United Artists Records, UAS 5553)
Lato A
1. Sixteen Tracks – 5:22 (Jeff Hanna, Jim Ibbotson)
2. Fish Song – 4:28 (Jimmie Fadden)
3. Jambalaya (On the Bayou) – 3:20 (Hank Williams)
4. Down in Texas – 2:20 (Eddie Hinton)
5. Creepin' Round Your Back Door (Strumentale) – 2:52 (musica: Jimmie Fadden)
6. Daisy – 2:50 (Jim Ibbotson)

Durata totale: 21:12
Lato B
1. Slim Carter – 3:02 (Kenny O'Dell)
2. Hoping to Say – 3:20 (David Hanna)
3. Baltimore – 3:44 (Jim Ibbotson)
4. Jamaica, Say You Will – 3:28 (Jackson Browne)
5. Do You Feel It Too – 3:15 (Richie Furay)
6. Civil War Trilogy (Strumentale) – 1:53 (Walter McEuen)
7. Diggy Liggy Lo – 2:20 (J. D. Miller)

Durata totale: 21:02

## Tracce

### Mini LP
(1972, United Artists Records, SP-69)
Lato A (SP-69-A)
1. Baltimore – 3:44 (Jim Ibbotson)
2. Sixteen Tracks – 5:22 (Jeff Hanna, Jim Ibbotson)

Durata totale: 9:06
Lato B (SP-69-B)
1. Slim Carter – 3:02 (Kenny O'Dell)
2. Fish Song – 4:28 (Jimmie Fadden)
3. Jamaica, Say You Will – 3:29 (Jackson Browne)

Durata totale: 10:59
Lato C (SP-69-C)
1. Country Jam – 8:09

Durata totale: 8:09
Lato D (SP-69-D)
1. Interview (Aspen, Colorado January 1972) (The Dirt Band Discusses) – 12:20

Durata totale: 12:20

## Formazione

### Gruppo
- Jeff Hanna – accreditato come "arrangiato e eseguito da"
- Jimmie Fadden – accreditato come "arrangiato e eseguito da"
- John McEuen – accreditato come "arrangiato e eseguito da"
- Jim Ibbotson – accreditato come "arrangiato e eseguito da"
- Les Thompson – accreditato come "arrangiato e eseguito da"

### Altri musicisti
- Randy Scruggs – chitarra acustica (brano: Sixteen Tracks)
- Norman Blake – dobro (brano: Sixteen Tracks)
- Ellis Padgett – basso acustico (brano: Sixteen Tracks)

Rumore di pubblico registrato durante un'esibizione al Golden Bear di Huntington Beach, California

### Produzione
- William E. McEuen – produzione, grafica e foto copertina album originale, personal management
- Dino Lappas – ingegnere delle registrazioni
- Dean O. Torrence, Kittyhawk Graphics – grafica e design copertina album originale[6]

## Classifica album
Album
| Anno | Classifica    | Posizione raggiunta |
| ---- | ------------- | ------------------- |
| 1972 | Billboard 200 | 162                 |

## Classifica singoli
Singoli
| Anno | Titolo del brano         | Classifica | Posizione raggiunta |
| ---- | ------------------------ | ---------- | ------------------- |
| 1972 | Jambalaya (On the Bayou) | Hot 100    | 84                  |